# Château d'Argeliers
Le château d'Argeliers est un château situé à Argeliers, en France.

## Localisation
Le château est situé sur la commune d'Argeliers, dans le département français de l'Aude.

## Historique
L'édifice est inscrit partiellement (cheminée de la salle du premier étage) au titre des monuments historiques par arrêté du 7 février 1951 .
La dite cheminée a disparu dans les années 1980.